# Colgar bespectum
Colgar bespectum är en insektsart som beskrevs av Medler 1989. Colgar bespectum ingår i släktet Colgar och familjen Flatidae. Inga underarter finns listade i Catalogue of Life.